# Paradoks
Ordet paradoks kommer af græsk para = "mod"/"ved siden af" + doksa = "mening". 
Det bruges om 
- En påstand eller forklaring, som strider mod almindelig fornuft
- En udtalelse eller en holdning, som tilsyneladende er selvmodsigende, eller som i hvert fald strider mod sund fornuft
- Det som virker absurd i sit væsen, eller når det skal udtrykkes, men som godt kan være sandt i virkeligheden
- En tilsyneladende logisk forklaring, som fører til en selvmodsigelse

De fleste paradokser skyldes en sammenrodning af det beskrivende sprogs niveau med metasprogets niveau.
Eksempler på paradokser er
- Antinomierne
- Løgnerens paradoks (hvis en løgner siger, at han lyver, er det så sandt…?)
- Monty Hall-problemet
- Russells paradoks (hvis R er mængden af alle mængder, der ikke indeholder sig selv, indeholder R så sig selv?)
- Sorites-paradokset

| filosofi | Spire Denne filosofiartikel er en spire som bør udbygges. Du er velkommen til at hjælpe Wikipedia ved at udvide den. |